# Gaston Barreau
Gaston Barreau (7 de dezembro de 1883 - 11 de junho de 1958) foi um futebolista e treinador de futebol francês. Ele dirigiu a seleção francesa na Copa do Mundo FIFA de 1938, sediada na França.